# Казимирский, Кшиштоф
Кшиштоф Казимирский (пол. Krzysztof Kazimirski; ? — 1618) — епископ киевский, князь; посол от Лжедимитрия II к казакам и полякам в Тушино.
По некоторым данным, Казимирский из личных выгод переходил то на одну, то на другую сторону, за что поляки грозили ему смертью.